# 過海隧道巴士955線
過海隧道巴士955線是香港一條來往屯門（菁田及和田）及西灣河的過海隧道巴士路線，由城巴有限公司營辦，於2022年11月21日投入服務。路線取道屯門公路、三號幹線及中環及灣仔繞道，沿途在兆康苑、紅橋、北角及鰂魚涌設站，回程亦途經中環，只於星期一至五上午和下午繁忙時間分別提供去程及回程服務，全程收費為$27.3。

## 歷史
運輸署在《2019－2020年度屯門區巴士路線計劃》中，建議開辦一條新巴士服務，於星期一至五（公眾假期除外）繁忙時間來往屯門54區及西灣河，途經兆康苑、屯門公路、西區海底隧道、中環及灣仔繞道、北角及鰂魚涌，回程亦在中環設站，以配合屯門第54區的人口發展，並決定以招標形式挑選合適的巴士公司營辦此線。建議出爐後，屯門區議會指出富泰邨、景峰花園及新墟一帶只有960S線前往港島，服務已不勝負荷，而960S線僅於上午繁忙時間服務，亦不能前往港島東，加上不少路線均會途經屯門公路近紅橋巴士站，令該站非常擠迫，故建議此線繞經富泰、景峰及新墟一帶，以加強該區的交通服務和分流紅橋巴士站的人流，惟建議未獲運輸署正視。
2021年8月，運輸署宣佈把此路線的專營權批予城巴，當中此線編號定為955。隨着位於屯門54區的和田邨及菁田邨於2022年下旬陸續入伙，此線在同年11月21日投入服務。

## 服務時間及班次
955線每個方向於星期一至五繁忙時間在固定時間開出一班常規班次，星期六、日及公眾假期不設服務，列表如下：
| 屯門（菁田及和田）開 | 西灣河開 |
| -------------------- | -------- |
| 07:30                | 18:12    |

## 收費
955線全程收費為$27.3，並設12歲以下小童及65歲或以上長者半價優惠。60歲－64歲香港居民、65歲或以上長者與合資格殘疾人士如以指定八達通繳付此線的車資，可享有長者及合資格殘疾人士公共交通票價優惠計劃提供的$2票價優惠。乘客登車時需以現金或八達通卡繳付車資，不設找贖；而每位成人乘客可免費帶同最多兩名四歲以下而且不佔座位的兒童乘車。此外，乘客亦可使用指定電子支付工具繳付車資，使用此支付方式的乘客可享有與其他城巴獨營路線或聯營線城巴班次之轉乘優惠，惟不適用於與非城巴路線之轉乘優惠，乘客亦不能享有「公共交通費用補貼計劃」及「長者及合資格殘疾人士公共交通票價優惠計劃」。
955線沿途單向分段收費如下：
| 上車地點＼落車地點     | 西灣河 | 屯門（菁田及和田） |
| ---------------------- | ------ | ------------------ |
| 皇后像廣場起           | 不適用 | $24.2              |
| 西區海底隧道巴士轉乘站 | $13.2  | $17.8              |
| 北角消防局起           | $5.6   | 不適用             |
| 屯門公路巴士轉乘站     | 不適用 | $10.6              |
| 新墟街市起             | 不適用 | $5.5               |
| 菁田邨起               | 不適用 | $4.9               |

## 行車路線

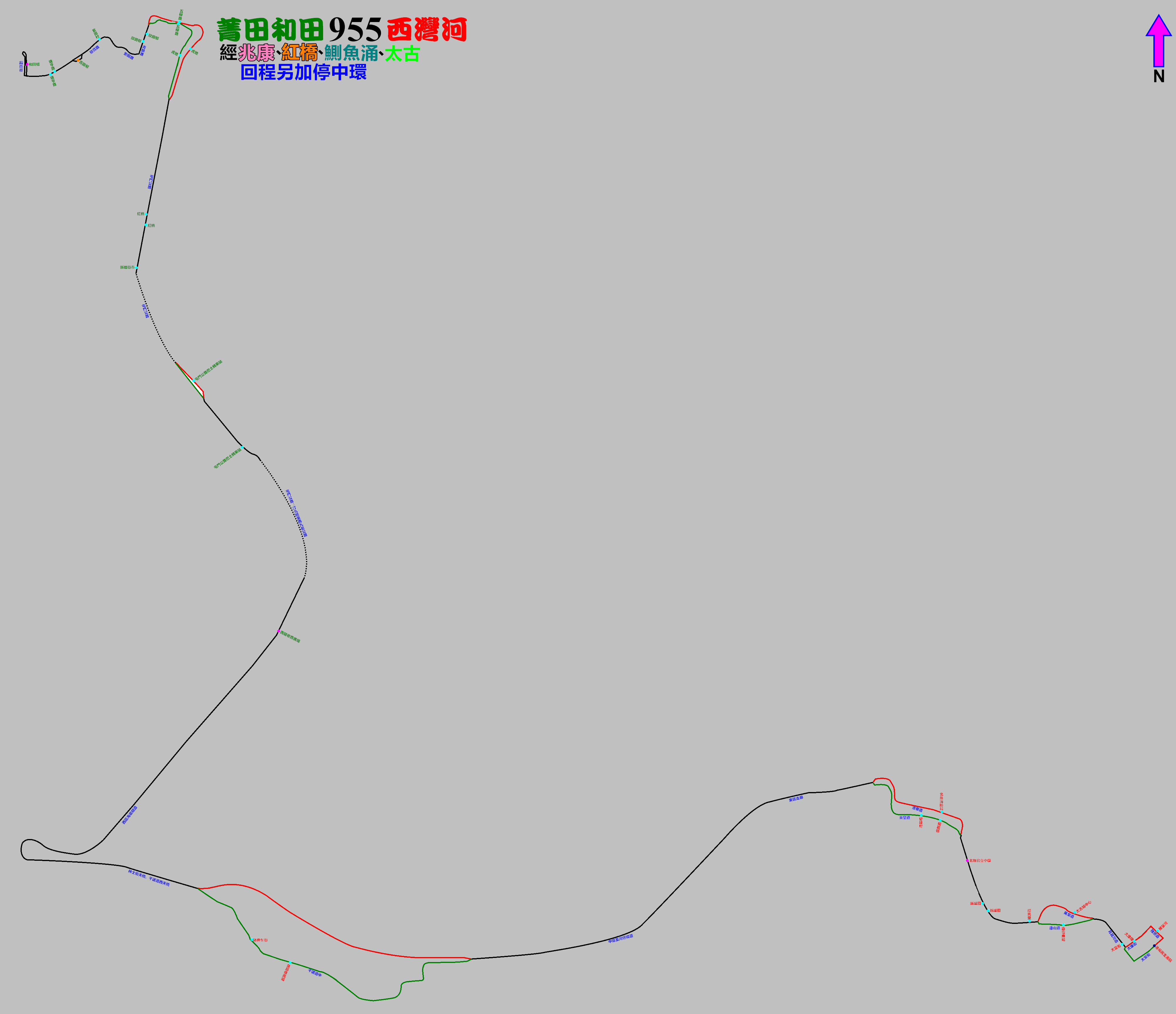
955線的走線圖

955線往西灣河方向之班次途經欣寶路（西行）、興貴街（北行）、迴旋處、興貴街（南行）、欣寶路（東行）、紫田路、青麟路、藍地交匯處、屯門公路、青朗公路、青衣西北交匯處、長青公路、長青隧道、青葵公路、西九龍公路、西區海底隧道、干諾道西天橋、林士街天橋、中環及灣仔繞道、東區走廊、渣華道、英皇道、筲箕灣道、太康街、鯉景道及太安街；往屯門（菁田及和田）方向之班次途經太安街、筲箕灣道、英皇道、康山道、英皇道、東區走廊、中環及灣仔繞道、龍景街、分域碼頭街、天橋、夏慤道、干諾道中、林士街天橋、干諾道西天橋、西區海底隧道、西九龍公路、青葵公路、長青隧道、長青公路、青衣西北交匯處、青朗公路、屯門公路、藍地交匯處、青麟路、紫田路、欣寶路（西行）、欣寶路公共運輸交匯處、欣寶路（西行）、興貴街（北行）、迴旋處、興貴街（南行）及欣寶路（東行），具體停站請參考資訊框。

## 使用狀況
2022年11月，運輸署在屯門區議會交通及運輸委員會會議中表示此路線早上載客量不足10%。